# Heinrich Rubenow († 1419)
Heinrich Rubenow († 1419) war Bürgermeister von Greifswald.

## Leben
Heinrich Rubenow (II.) war ein Sohn des Greifswalder Bürgermeisters Everhard Rubenow. Er war seit 1383 Ratsherr. 1389 wurde er Kämmerer und Provisor des Heiliggeisthospitals. Ab 1395 war er Bürgermeister und vertrat die Stadt auf den Hansetagen. Während seiner Amtszeit erneuerte Greifswald 1399 das Bündnis zum gegenseitigen Schutz gegen Straßenräuber mit den Städten Stralsund, Anklam und Demmin. 1403 verbündete sich die Stadt mit Stralsund, Lübeck, Hamburg, Rostock und Wismar gegen Balthasar von Werle (Wenden) und ihren Landesherrn Barnim VI., die die Vitalienbrüder unterstützten. Als 1412 bewaffnete Greifswalder Bürger zur Sicherung der Straßen Vasallen des Herzogs Wartislaw VIII. von Pommern-Wolgast angriffen, kam zu einer Auseinandersetzung mit dem Herzog, die erst 1415 beigelegt werden konnte.
Neben umfangreichem anderen Grundbesitz erwarb Heinrich Rubenow am 15. Mai 1394 von Margarete Letzenitz, Witwe des Ratsherrn Dietrich Dersekow, ein großes Haus an der Ecke Brüggstraße/Schuhhagen, das bis 1508 im Besitz der Familie blieb.
Er war mit Barbara von Soest verheiratet, der Tochter des Stralsunder Bürgermeisters Arnold von Soest († 1409), dessen großes Vermögen auf ihn überging. Mit ihr hatte er zwei Töchter und fünf Söhne, von denen Arnold (1419–1430), Johannes (1430–1438) und Heinrich (1442–1447) dem Greifswalder Stadtrat angehörten.